# 839
سنة 839 م كانت سنة بسيطة تبدأ يوم الأربعاء (الرابط يظهر نموذج التقويم الكامل للسنة) من التقويم اليولياني. بدأت تسمية السنة ب839 منذ العصور الوسطى المبكرة، عندما أصبح تقويم أنو دوميني هو الأسلوب السائد في أوروبا لتسمية السنوات.

## مواليد
- محمد بن جرير الطبري
- شارل البدين

## وفيات
- إبراهيم بن المهدي
- سيكارد من بينيفينتو
- ويغلاف من ميرسيا